# Artisan Entertainment
Artisan Entertainment è stato uno studio cinematografico privato statunitense con sede a Los Angeles, che distribuiva film indipendenti, poi acquisito da Lionsgate nel 2003 e completamente assorbito l'anno successivo. 

## Storia
A differenza della maggior parte degli studi cinematografici, la Artisan Entertainment affondava le proprie radici nell'home video, vantando una mediateca di migliaia di film sviluppata attraverso l'acquisizione, la produzione originale e svariati accordi di produzione e di distribuzione. Negli anni Ottanta aveva fatto parte della Caballero Control Corporation Home Video, già della NCB Entertainment.
La società possedeva i diritti home video per le mediateche della Republic Pictures, della Vestron Pictures, e della Carolco Pictures. Ha posseduto inoltre la Family Home Entertainment (FHE) e la sua suddivisione cinema, la FHE Pictures.
La Caballero Control Home Video aveva controllato (in ordine):
- Family Home Entertainment
- Artisan Entertainment
- The Video Late Show
- Monterey Home Video
- Thriller Video
- Vestron Video
- Magnum Entertainment
- Carolco Home Video
- Avid Home Entertainment

Tra le pubblicazioni della Artisan: Requiem for a Dream, π - Il teorema del delirio, Grizzly Falls, Killing Zoe, Maial College, The Blair Witch Project - Il mistero della strega di Blair, Novocaine e Startup.com.

### Anni Ottanta
L'Artisan Home Entertainment è stata fondata nel 1982 con il nome di USA Home Video; una divisione della USA Home Video era la Family Home Entertainment, fondata nel 1981 da Noel C. Bloom, mentre altre aziende parte della USA Home Video erano la Thriller Video e la Monterey Home Video.
Nel 1984 l'azienda divenne nota come International Video Entertainment (IVE). Nella seconda metà degli anni Ottanta, la compagnia cominciò a investire nella distribuzione dei film per la televisione.
Nel 1987 la International Video Entertainment cominciò a distribuire i film della Carolco Pictures a partire da Angel Heart - Ascensore per l'inferno. I primi due film della Carolco (Rambo e Rambo II: la vendetta) vennero immessi sul mercato con distributore Thorn/EMI/HBO Video, per essere poi ripubblicati, rispettivamente nel 1990 e nel 1988, con l'etichetta della IVE. Il 1988 è anche l'anno in cui la IVE riassorbì la FHE per diventare Live Entertainment.

### Anni Novanta
Nel 1990 la IVE cambiò nome in LIVE Home Video mantenendo divisioni come Carolco Home Video e Family Home Entertainment. La neonata Live Entertainment decise di lanciarsi nel ramo della produzione cinematografica, con il primo lungometraggio Short Time. Dopo il doppiaggio inglese di The Palermo Connection, toccò all'opera prima di Quentin Tarantino, Le iene. 
Nel 1991 l'azienda acquistò la Vestron Video International dopo il suo fallimento; la Vestron era meglio conosciuta per Dirty Dancing, che è stato il secondo più grosso e importante film indipendente di tutti i tempi. Inoltre, per diversi anni a partire dal 1993, la Live Entertainment distribuì gli anime pubblicati dalla Pioneer LDC, incluso Chi ha bisogno di Tenchi?.
Nel 1995, quando la Carolco Pictures chiuse i battenti, StudioCanal ottenne i pieni diritti per la loro libreria di film e quindi la Live Entertainment (nel quadro di un nuovo accordo con la società di produzione francese) ha continuato a distribuire i film della Carolco Pictures.
Altri ex distributori video, già proprietà della Live Entertainment, erano la Vestron Video, la Tenth Avenue Video (e Platinum Productions) e la Magnum Entertainment.
Nell'aprile del 1998, da Live Entertainment è stata ribattezzata Artisan Entertainment.

### Anni 2000
Nel 2000, Artisan Entertainment si dedicò alla produzione cinematografica; alla parte Home Video fu dedicata la Artisan Home Entertainment. Nel maggio del 2003, la Artisan Entertainment e la Microsoft congiuntamente annunciarono il primo rilascio di un DVD in alta definizione: Terminator 2 - Il giorno del giudizio (Extreme Edition). La pubblicazione funse anche da promozione per la nuova versione del formato Windows Media 9, che poteva essere riprodotto solo su un personal computer con sistema operativo Windows XP. L'Artisan aveva già immesso sul mercato il film nel 2002 su D-VHS.
Dopo che l'acquisizione da parte di Lionsgate nel 2003, è quest'ultima a detenere i diritti della mediateca Artisan.